# مقاطعة تيتون (وايومنغ)
مقاطعة تيتون (بالإنجليزية: Teton County)‏ هي إحدى مقاطعات ولاية وايومنغ في الولايات المتحدة الأمريكية.

## أعلام
- كليفورد هانسن
- غاري هيمينغ